# Coelambus nigrolineatus
Coelambus nigrolineatus är en skalbaggsart som först beskrevs av Christian von Steven 1808.  Coelambus nigrolineatus ingår i släktet Coelambus, och familjen dykare. Arten är reproducerande i Sverige.